# Diplodina castaneae
Diplodina castaneae är en svampart som beskrevs av Prill. & Delacr. 1893. Diplodina castaneae ingår i släktet Diplodina och familjen Gnomoniaceae.   Inga underarter finns listade i Catalogue of Life.